# Claude Favre de Vaugelas
Claude Favre de Vaugelas, född 6 januari 1585, död 26 februari 1650, var en fransk grammatiker från Savojen. Vaugelas omfattande kunskaper i det franska språket samt hans goda talförmåga gjorde att han år 1634 upptogs bland de första ledamöterna i Franska Akademien.
Ett av hans mest kända grammatiska verk är Remarques sur la langue française (1647), i vilket han bland annat fastslår att de grammatiska reglerna för språket bör utformas efter hur det används av de som har högst rang i samhället.